# جوزيف زو سالم رايفرشايت دايك
جوزيف زو سالم رايفرشايت دايك (1773-1861) (بالإنجليزية: Joseph zu Salm-Reifferscheidt-Dyck)‏ هو عالم نبات ألماني.